# Евхенія Вітері
Евхенія Вітері (Blanca Eugenia Viteri Segura; 1928, Гуаякіль — 21 вересня 2023, Кіто) — еквадорська письменниця, антолог і професор. Її творчість вважається поетично-реалістичною.

## Біографія
Бланка Евхенія Вітері Сеґура відвідувала початкову школу в Педро Вісенте Мальдонадо, де отримала першу премію за відмінне навчання. У цей період вона почала вирізати вірші з газет і створила альбом віршів, в основному Пабло Неруди, Габріели Містраль і Росаріо Сансореса.
У 1942 році, після закінчення початкової школи, почала вивчати торгівлю в «Марко А. Рейносо». У 1944 році вступила до «Instituto Comienzos», який був закритий незабаром після того, і повинен був перейти до Національної школи Гуаякіля. На третьому курсі її вчителька іспанської мови Роза Андраде Фахардо взяла її редактором газети «Horas Estudiantiles». Доктор Рейнальдо Лара Маркес познайомила її методами письма.
У 1950 році вступила до Школи Театру Ядра Гуаяса Будинку культури Еквадору, де вступила у контакт з численними художниками і письменниками. Через три роки, в 1953 році, закінчила бакалаврат з сучасних гуманітарних наук і поступила на філософський факультет університету Гуаякіля. Наступного року відправила своє оповідання «Ель-Хередеро» на конкурс, організований Жіночим клубом культури, і отримала другу премію, що складалася з книг.
У тому ж році взяла участь у фестивалі мистецтв на факультеті права з двома оповіданнями: «Хлопчик» та «Кільце», які були включені в альманах «Десять університетських казок» і опубліковані в 1955.
У 1962 році він отримала четверту премію на Театральному конкурсі, організованому Національною спілкою журналістів. Була призначена членом Будинку культури.
Коли в 1963 в Еквадорі була проголошена військова диктатура, перебувала на вигнанні з донькою в Чилі. Там одружилася з Педро Хорхе Вірою, з яким поїхала на Кубу, на запрошення Фіделя Кастро в 1965 році. Нарешті, в 1966, коли диктатура впала, повернулася з родиною на батьківщину на запрошення президента Єрові.
У 1969 році Бланка Маргарита Абад Гріхальва, однак, призначила її організатором конкурсів і директором студентської газети Національного коледжу Двадцять четвертого травня. У 1975 році, коли Хосе Альфредо Ллерена пішов на пенсію, Евхенія замінила його на кафедрі літератури, де продовжила працювати.
У 1983 році заснувала Культурну Фундацію Мануели Саенца, через яку вона стала одною з найважливіших прихильників прав жінок у своїй країні.
У 1984 опублікувала свій другий роман «Las alcobas negras» на 164 сторінках у колекції Populibros Центрального університету, присвячений еквадорським жінкам. У липні 1987 року опублікувала «Основну антологію еквадорських казок», що побачила два видання, а третє ось-ось з'явиться.
У 2008 президент Рафаель Корреа подарував Евхенії Premio Nacional Rosa Campuzano, нагороду, створену в тому ж році, щоб визнати роботу відомих еквадорських жінок.
Її роботи були перекладені на болгарську, англійську та ін. мови.

## Нагороди та визнання
- 1954 Друга премія конкурсу, організованого Жіночим клубом культури за оповідання «El Heredero».[4][5]
- 1962 Четверта премія театрального конкурсу, організована Національною спілкою журналістів за роботу «Море принесло квітку» за мотивами «Кільця».[4][5]
- 1976 Премія Gallegos Lara Муніципалітету Гуаякіль за оповідання «Взуття і мрії», що дало назву книзі Евхенії, складеній з чотирнадцяти оповідань, опублікованих в CCE в 1977 р[4][5]
- 2008 Національна премія Рози Кампузано,[6][7] нагорода, створена в тому ж році, щоб визнати роботу відомих еквадорських жінок, яку започаткував президент Рафаель Корреа.

## Твори
- A noventa millas solamente (Quito, 1969)
- Las alcobas negras (Quito, 1983)
- Чудо (новела, Микола М. Палій. Палкою кров'ю (збірка оповідань). Видавництво Юліяна Середяка. Буенос-Айрес — 1978. 120 с.

Оповідання:
- El anillo y otros cuentos (Quito, 1955)
- Doce cuentos (Quito, 1962)
- Los zapatos y los sueños (Guayaquil, 1977)
- Cuentos escogidos (Quito, 1983)

Антології:
Брала участь у наступних антологіях:
- El nuevo relato ecuatoriano (Quito, 1951)
- 10 cuentos universitarios (Guayaquil, 1953)
- Cuento ecuatoriano contemporáneo (Guayaquil, s.f)
- Lectura y lenguaje, (1978)
- Diez escritoras ecuatorianas y sus cuentos (Guayaquil, 1982)
- AMORica Latina (1991)
- Así en la tierra como en los sueños (Quito, 1991)
- Cuento contigo (Guayaquil, 1993)
- Antología de narradoras ecuatorianas (Quito, 1997)
- 40 cuentos ecuatorianos (Guayaquil, 1997)